# Abderrahmane Arab
Abderrahmane Arab (* 1941) ist ein algerischer Schriftsteller.

## Leben
Arab studierte Philosophie an der philosophischen Fakultät in Algier. Es folgte eine Promotion in Großbritannien, anschließend unterrichtete er an der Universität Algier im Bereich der Dolmetschersektion. Er veröffentlichte Novellen, die vor allem in Zeitschriften veröffentlicht wurden.

## Werke
- Reiter, willst du auf den Tamgout..., 1969